# ナス☆シスのドキドキ!ミッドナイトエンジェル
『ナス☆シスのドキドキ!ミッドナイトエンジェル』は、2012年4月3日から2014年4月5日まで文化放送超!A&G+で放送されていた簡易動画付きラジオ番組。
本項では、前番組『ナス☆シスのお願い!ミッドナイトエンジェル』、関連番組『ナス☆シスのいつでもエンジェル♪どこでもエンジェル♪』についても紹介する。

## 番組概要
前番組「ナス☆シスのお願い!ミッドナイトエンジェル」を30分番組にリニューアルしたもの。ナースとシスターの天使に扮するパーソナリティの2人、「ナス☆シス」がリスナーに癒しのひと時届けてくれる。放送時間拡大に伴い2人によるコーナーも開始された。

### ナス☆シスのお願い!ミッドナイトエンジェル
『ナス☆シスのお願い!ミッドナイトエンジェル』（ナスシスのおねがいミッドナイトエンジェル）は、2010年10月4日から2012年3月29日まで文化放送超!A&G+で放送されていた簡易動画付きラジオ番組。
ナス☆シスの2人が、リスナーから寄せられた誰にも言えない心の悩み、身体の悩みに応えていく。
番組は、45分番組を挟んでの2部構成となっている。第1部では、リスナーからの悩みメールを紹介し、第2部では、2人がカメラに向かってのアドバイスやおまじないを通して悩みを解決していく。

### ナス☆シスのいつでもエンジェル♪どこでもエンジェル♪
『ナス☆シスのいつでもエンジェル♪どこでもエンジェル♪』は、2012年4月1日から2014年3月29日まで文化放送AG-ONで配信されていた簡易動画付きラジオ番組。
リスナーからの困りごとを紹介し、ナス☆シスの2人が色々なチャレンジに挑戦、そのチャレンジを通してリスナーにエナジーを注入して困りごとを解決するお手伝いをする。

### 放送時間
ナス☆シスのお願い!ミッドナイトエンジェル
毎回更新
- 2010年10月4日 - 2012年3月29日

第1部: 月曜日 - 木曜日 25:00 - 25:05 （リピート放送: 火曜日 - 金曜日 15:00 - 15:05）
第2部: 月曜日 - 木曜日 25:50 - 26:00 （リピート放送: 火曜日 - 金曜日 15:50 - 16:00）
ナス☆シスのドキドキ!ミッドナイトエンジェル
隔週更新
- 2012年4月3日 - 2012年9月18日

火曜日 24:30 - 25:00 （リピート放送: 水曜日 12:30 - 13:00）
- 2012年10月6日 - 2013年6月29日

土曜日 19:30 - 20:00
- 2013年7月13日 - 2013年10月5日

土曜日 27:00 - 27:30
- 2013年10月19日 - 2014年4月5日

土曜日 27:00 - 27:30 （リピート放送: 水曜日 6:30 - 7:00）
ナス☆シスのいつでもエンジェル♪どこでもエンジェル♪
隔週配信
- 2012年4月1日 - 2012年9月25日

火曜日正午配信
- 2012年10月13日 - 2014年3月29日

土曜日正午配信

### パーソナリティ
井澤詩織 - ナースエンジェル詩織
ミク・ドール・シャルロット（アフィリア・サーガ） - シスターエンジェルミク

### テーマソング
エンジェル☆Chu♪Chu♪ / ナス☆シス

### コーナー
ナス☆シスのドキドキ!ミッドナイトエンジェル
みんなの検温いたします
普段の生活の中で思わず興奮してしまったこと、ヒヤッとしたことなど、体温が変わるのを感じたとき時の思い出、エピソードなどから、その体温が何度くらいだったのか体温計を使って検温してくれる。
エクソシスターミク
エクソシスターミクがリスナーに憑りついてしまった邪悪なゴーストを退治して不幸から救ってくれる。
ナースエンジェルの魔法の聴診器
どんなものの声でも聞くことができる魔法の聴診器で、ありとあらえるものお悩みを聞いて解決してくれる。

## ゲスト
ナス☆シスのお願い!ミッドナイトエンジェル
- 第29回 - 第32回（2010年11月22日 - 25日） ルイズ・スフォルツア（アフィリア・サーガ）、ユカフィン・ドール（同）
- 第61回 - 第64回（2011年1月17日 - 20日） 長嶋はるか
- 第77回 - 第79回（2011年2月14日 - 16日） びんびんGirls
- 第80回（2011年2月17日） びんびんGirls、長嶋はるか

## 公開イベント
ナス☆シスのお願い!ミッドナイトエンジェル 公開録音&握手会
- 2010年12月30日 - 文化放送メディアプラスホール

Angel★Dunk!発売記念!たくさん入れて♪フリースローチャレンジ! （公開録音）
- 2011年9月19日 - 文化放送メディアプラスホール

## 関連商品
CD
- エンジェル☆Chu♪Chu♪ / ナス☆シス - 「ナス☆シスのお願い!ミッドナイトエンジェル」テーマソング

その他
- Angel★Dunk!